# Eupithecia zengoensis
Eupithecia zengoensis là một loài bướm đêm trong họ Geometridae.